# Мараньянзинью

Мараньянзинью на карте штата.

Мараньянзинью (порт. Maranhãozinho) — муниципалитет в Бразилии, входит в штат Мараньян. Составная часть мезорегиона Запад штата Мараньян. Входит в экономико-статистический микрорегион Гурупи. Население составляет 14 065 человек на 2010 год. Занимает площадь 760,947 км². Плотность населения — 18,48 чел./км².

## Демография
Согласно сведениям, собранным в ходе переписи 2010 г. Национальным институтом географии и статистики (IBGE), население муниципалитета составляет:
| Полное население                               | Полное население                               | Полное население                               | Полное население                               | 14 065 |
| ---------------------------------------------- | ---------------------------------------------- | ---------------------------------------------- | ---------------------------------------------- | ------ |
| в том числе:                                   | Городское население                            | 9020                                           | Процент городского населения, %                | 64,13  |
|                                                | Сельское население                             | 5045                                           | Процент сельского населения, %                 | 35,87  |
|                                                | Мужское население                              | 7168                                           | Процент мужского населения, %                  | 50,96  |
|                                                | Женское население                              | 6897                                           | Процент женского населения, %                  | 49,04  |
| Плотность населения, чел/км²                   | Плотность населения, чел/км²                   | Плотность населения, чел/км²                   | Плотность населения, чел/км²                   | 18,48  |
| Население муниципалитета в % к населению штата | Население муниципалитета в % к населению штата | Население муниципалитета в % к населению штата | Население муниципалитета в % к населению штата | 0,21   |

По данным оценки 2016 года, население муниципалитета составляет 15 734 жителя.

## Статистика
- Валовой внутренний продукт на 2003 год составляет 9 613 033,00 реалов (данные: Бразильский институт географии и статистики).
- Валовой внутренний продукт на душу населения на 2003 год составляет 1006,28 реалов (данные: Бразильский институт географии и статистики).
- Индекс развития человеческого потенциала на 2000 год составляет 0,529 (данные: Программа развития ООН).

## Важнейшие населенные пункты
| № | Населённый пункт   | Населённый пункт (порт.)    | Категория | Население чел. (2010) | На карте                       |
| - | ------------------ | --------------------------- | --------- | --------------------- | ------------------------------ |
| 1 | Мараньянзинью      | Maranhãozinho               | город     | 9020                  | 2°14′34″ ю. ш. 45°51′26″ з. д. |
| 2 | Сентру-ду-Педру    | Centro do Pedro             | поселок   | 918                   | 2°29′09″ ю. ш. 46°00′42″ з. д. |
| 3 | Бон-Жезус-да-Мата  | Bom Jesus da Mata           | поселок   | 776                   | 2°27′00″ ю. ш. 45°58′36″ з. д. |
| 4 | Алдея-Ашингуренда  | Aldeia Indígena Axingurendá | поселок   | 356                   | 2°34′23″ ю. ш. 46°09′30″ з. д. |
| 5 | Касулу             | Casulo                      | поселок   | 139                   | 2°16′07″ ю. ш. 45°53′52″ з. д. |
| 6 | Сентру-дус-Мартинс | Centro dos Martins          | поселок   | н/д                   | 2°35′39″ ю. ш. 45°57′57″ з. д. |